# Liste der Monuments historiques in Souzy-la-Briche
Die Liste der Monuments historiques in Souzy-la-Briche führt die Monuments historiques in der französischen Gemeinde Souzy-la-Briche auf.

## Liste der Bauwerke
| Bezeichnung                        | Beschreibung | Standort | Kennzeichnung | Schutzstatus | Datum | Bild |
| ---------------------------------- | ------------ | -------- | ------------- | ------------ | ----- | ---- |
| Ehemalige Kirche von Souzy         |              | (Lage)   | PA00088020    | Inscrit      | 1931  |      |
| Polissoir du bois de la Briche     |              | (Lage)   | PA00088021    | Classé       | 1899  |      |
| Polissoir du bois de la Guigneraie |              | (Lage)   | PA00088022    | Classé       | 1899  |      |